# Keyvan Andres Soori
Keyvan Andres Soori (ur. 25 marca 1999 w Kolonii) – niemiecki kierowca wyścigowy.

## Życiorys
Po startach w kartingu rozpoczął międzynarodową karierę w jednomiejscowych samochodach wyścigowych w 2012 roku od startów w SBF2000 Winter Series. Spośród szesnastu wyścigów, w których wystartował, wygrał jeden i trzykrotnie stawał na podium. Uzbierane 358 punktów dały mu jedenaste miejsce w klasyfikacji generalnej. Rok później zdobył tytuł mistrza serii Skip Barber Winter Series.

## Wyniki

### Podsumowanie
| Sezon   | Seria                            | Zespół                                  | Wyścigi | Zwycięstwa | PP | NO | Podium | Punkty | Pozycja |
| ------- | -------------------------------- | --------------------------------------- | ------- | ---------- | -- | -- | ------ | ------ | ------- |
| 2013-14 | Formula Skip Barber              | N/A                                     | 14      | 7          | 4  | 4  | 12     | 342    | 1       |
| 2014    | U.S. F2000 National Championship | Cape Motorsports w/ Wayne Taylor Racing | 14      | 0          | 0  | 0  | 0      | 114    | 17      |
| 2015    | U.S. F2000 National Championship | ArmsUp Motorsports                      | 16      | 0          | 0  | 0  | 0      | 177    | 11      |
| 2015    | Atlantic Championship            | K-Hill Motorsports                      | 7       | 5          | 2  | 2  | 6      | 331    | 5       |
| 2016    | Euroformula Open Championship    | Carlin                                  | 16      | 0          | 0  | 0  | 0      | 42     | 12      |
| 2016    | Hiszpańska Formuła 3             | Carlin                                  | 6       | 0          | 0  | 0  | 0      | 18     | 9       |
| 2017    | Toyota Racing Series             | Giles Motorsport                        | 15      | 0          | 0  | 0  | 0      | 413    | 13      |